# Manuel Ferrara
Manuel Ferrara (ur. 1 listopada 1975 w Le Raincy) – francuski aktor, reżyser i producent pornograficzny. Jeden z czołowych aktorów w branży porno. Był rekordzistą wśród laureatów wielu prestiżowych nagród oraz nominacji do tych nagród, w tym AVN, XRCO i XBIZ. Swój pseudonim artystyczny zaczerpnął od nazwiska francuskiego boksera włoskiego pochodzenia Stéphane Ferrary ze względu na jego silne podobieństwo.

## Życiorys

### Wczesne lata

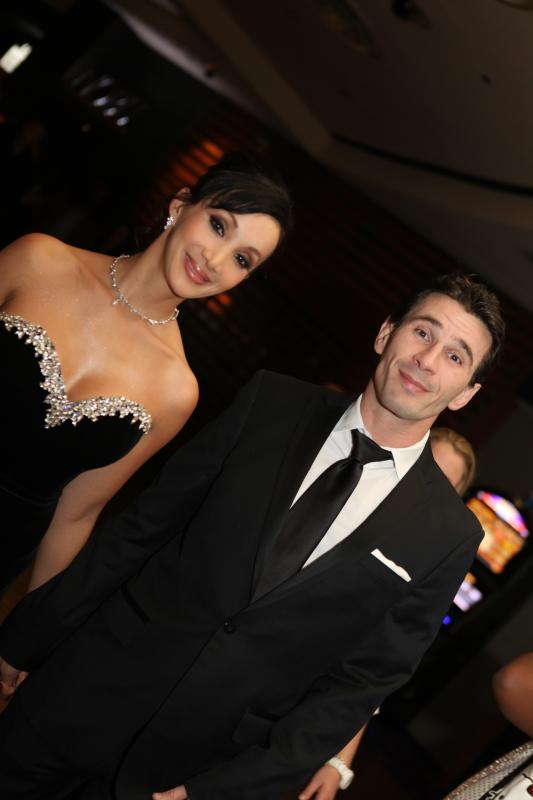
Manuel i Katsuni podczas AVN Awards 2010

Urodził się w mieście Le Raincy, w regionie Île-de-France, w departamencie Seine-Saint-Denis w rodzinie rzymskokatolickiej jako najmłodszy z trojga dzieci. Jego matka była pochodzenia hiszpańskiego i pracowała jako sprzątaczka w stołówkach, a ojciec był elektrykiem. W wieku pięciu lat rozpoczął ćwiczenia judo, jeździł potem na zawody i zdobył czarny pas. Trenował też brazylijskie jiu-jitsu.
Wychowywał się ze starszą siostrą i starszym bratem w Gagny, gdzie w latach 1986–1991 uczył się w Collège Sévigné. Kiedy miał 17 lat, był w ostatniej klasie liceum, zmarł jego ojciec. W latach 1993–1995 uczęszczał do Lycée Polyvalent Régional Voillaume w Aulnay-sous-Bois. Przez jakiś czas miał problemy z nauką, zaczął wdawać się w wiele bójek, opuszczał lekcje i spędzał całe dnie w salonach gier. Jednak ukończył szkołę średnią i dostał się na studia na wydziale wychowania fizycznego. Zamierzał zostać nauczycielem wf. Odbył służbę wojskową w północnej dzielnicy Marsylii.

### Początki kariery w Europie
Był wielkim fanem porno. Jego znajomi wiedzieli o tym i zachęcali go do spróbowania udziału w filmach dla dorosłych. Żartobliwie nazywali go Rocco Siffredim. W wieku 22 lat, podczas studiów, dokładnie 8 lipca 1997 w Paryżu poprzez casting dostał się do przemysłu porno, odpowiadając na ogłoszenie na małą reklamę castingową dla amatorskiego filmu porno we francuskim magazynie pornograficznym „Connexion”. Początkowo występował tylko z prezerwatywą w cyklu amatorskich filmów X: Pourquoi pas vous?. Otrzymywał 80 dolarów amerykańskich i nadal studiował. Myślał, że porzuci pornografię, gdy zacznie uczyć w szkole.
Jego początki w profesjonalnej branży porno były ściśle związane z innymi znanymi wykonawcami i reżyserami. Swoją pracę na planie filmowym rozpoczął w 1999, biorąc udział przez trzy lata w produkcjach realizowanych w Budapeszcie i Pradze przez Rocco Siffrediego i Christophera Clarka dla Evil Angel (2001). Długość jego penisa podczas erekcji wynosiła 21 cm.

### Kariera w Stanach Zjednoczonych

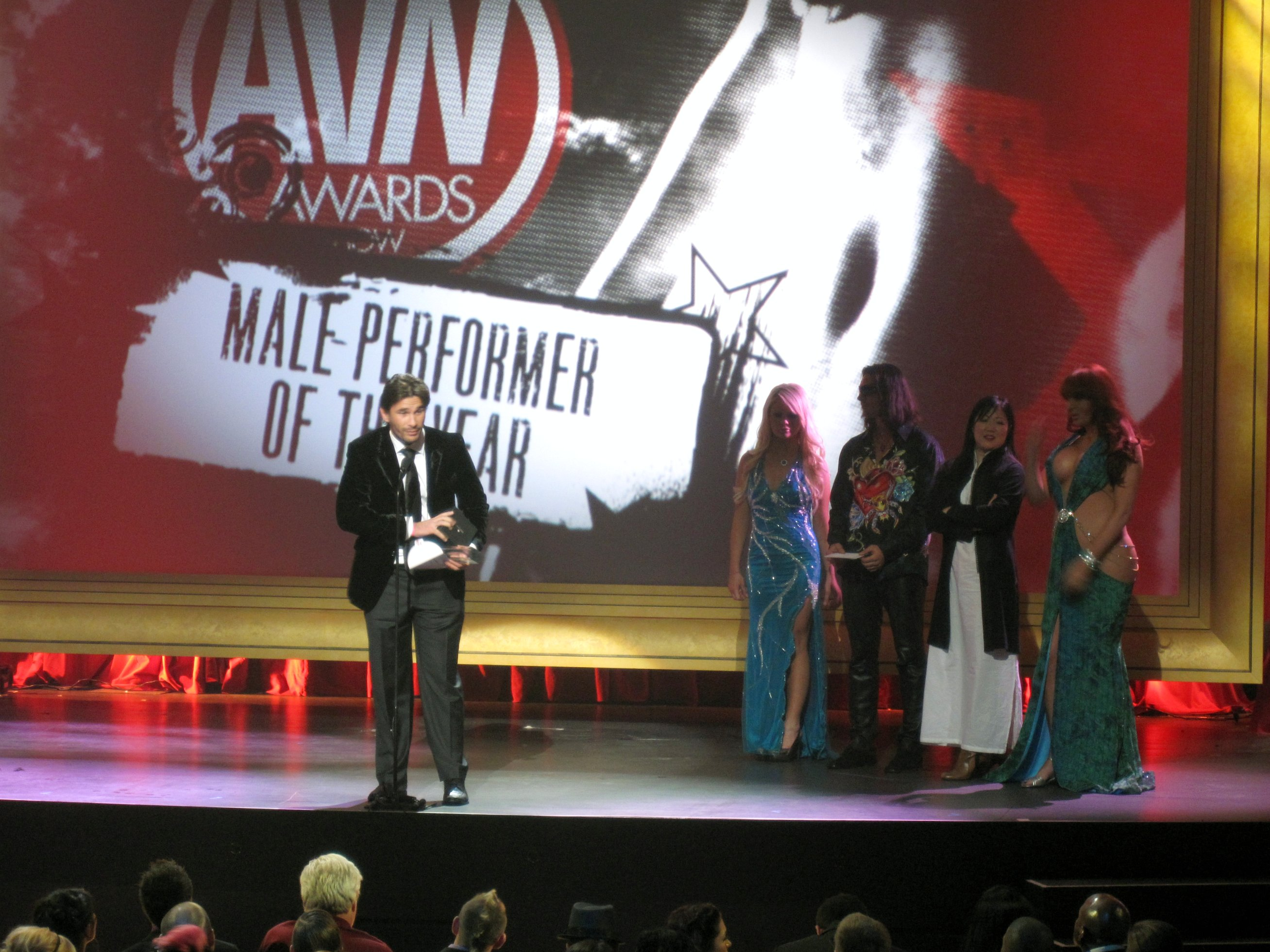
Ferrara na 27. AVN Awards Show (2010)

W kwietniu 2002 przeniósł się do Los Angeles, gdzie podjął dwumiesięczną współpracę z amerykańskim producentem i reżyserem filmów dla dorosłych Johnem Stagliano, pojawiając się w jego studyjnej produkcji Fashionistas. W grudniu 2002 wraz ze Steve’em Holmesem dla Platinum X Pictures zrealizował dwie serie: Euro Girls Never Say No i I’m Your Slut.
W trakcie swojej kariery pracował z najbardziej znanymi producentami amerykańskimi i ze studiami filmowymi, w tym Vivid Entertainment, Red Light i Digital Playground, brał udział przede wszystkim w cyklach filmów w stylu gonzo, a także w kasowym przeboju wideo Hustler Snoop Dogg’s Hustlaz: Diary of a Pimp (2002) w reżyserii Snoop Dogga, dramacie Destricted (2006). Z kolei dla Evil Angel zrealizował serie: Slutty & Sluttier, Raw, Evil Anal i Phat Bottom Girls.
20 grudnia 2008 znalazł się na czwartym miejscu w rankingu „Top5 najbardziej atrakcyjnych aktorów porno” wg hiszpańskiego portalu Nosotras.

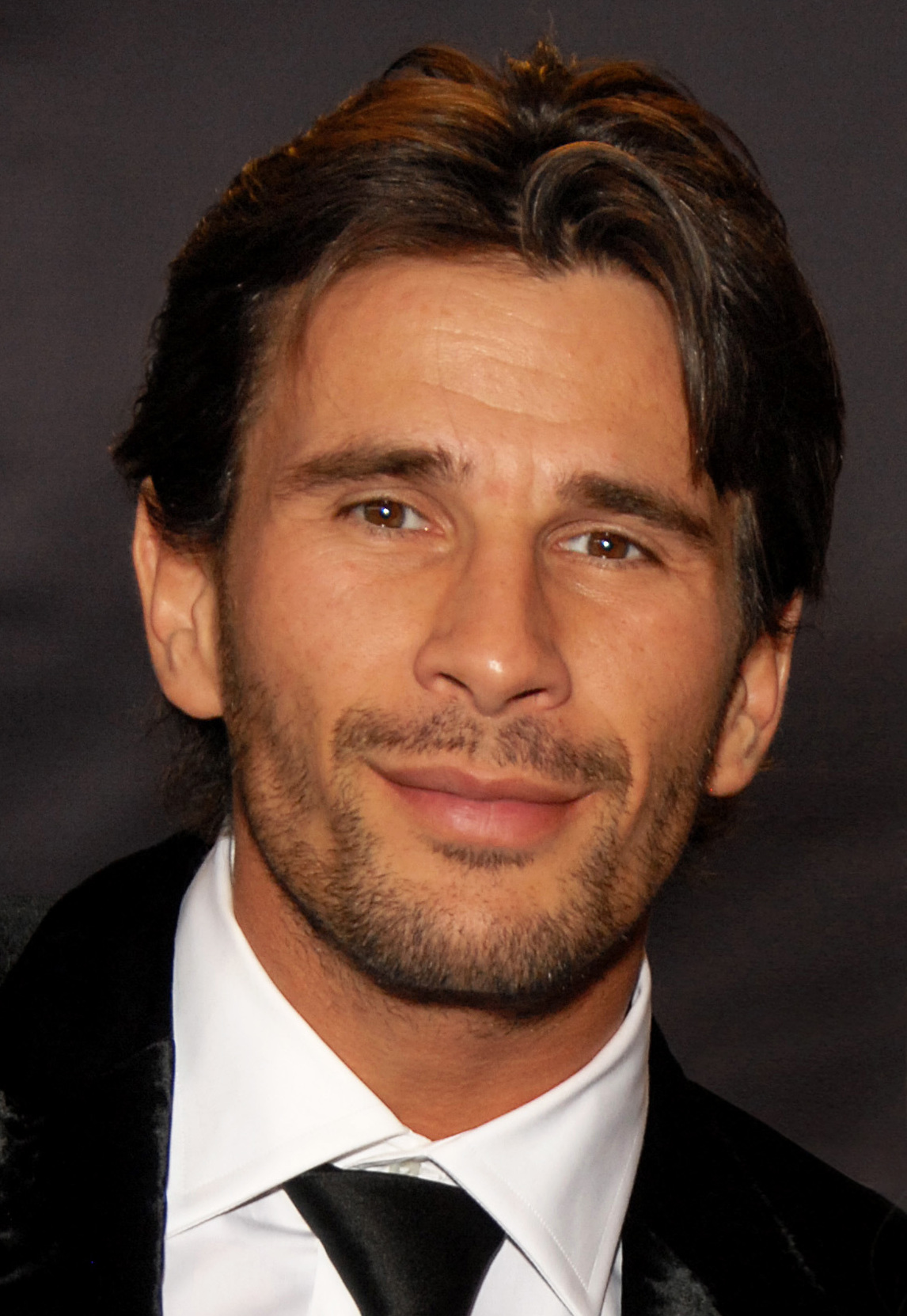
Ferrara (2010)

22 stycznia 2012 w Las Vegas został pierwszym aktorem porno w historii, który po raz piąty otrzymał nagrodę AVN w kategorii „Wykonawca roku”, wcześniej w 2004, 2005, 2006 i 2010 roku. 18 stycznia 2014 po raz szósty wygrał AVN Award w kategorii „Wykonawca roku”.
Wykonano dildo, które jest wierną kopią jego własnego penisa. W Sheena Shaw Wide Open (2013) użył odlew swojego penisa do sceny seksu analnego.
W filmie dla studia Jules Jordan Video Manuel Ferrara's Reverse Gangbang (2013) wziął udział w scenie odwrotnego gang bangu (w tym blow Job) za który był nominowany do AVN Award w kategorii najlepsza scena seksu grupowego z udziałem m.in. z Anikki Albrite, Ashley Fires, Dillion Harper, Mischy Brooks, Riley Reid i Remy LaCroix.
W 2015 trafił na trzecie miejsce najbardziej poszukiwanego aktora porno na portalu internetowym Porn Hub za Jamesem Deenem i Bruce’em Venture’em. Znalazł się na drugim miejscu listy Adult Entertainment Broadcast Network „gwiazdorów porno lata 2017” i „gwiazdorów porno lata 2018”, a w maju-czerwcu 2019 wg AEBN był „najczęściej wyszukiwanym aktorem porno w Internecie w Connecticut”. W 2018 zajął drugie miejsce w rankingu „Najczęściej i najchętniej oglądanych ogierów branży dla dorosłych wg danych z takich stron, jak Pornhub czy RedTube” i tym samym został wymieniony na łamach magazynu „Cosmopolitan”.
27 stycznia 2019 w Hard Rock Hotel and Casino w Las Vegas otrzymał Adult Video News Award w kategorii „Wykonawca roku”. W 2021 zajął pierwsze miejsce na liście TOP 20 najlepszych gwiazdorów porno na świecie i zwyciężył w rankingu Top 30 najpopularniejszych i najlepszych gwiazdorów porno Brazzers 2021.

### Obecność w kulturze masowej
W czerwcu 2009 wziął udział w sesji zdjęciowej francuskiej marki odzieży ulicznej Wicked One.
Wystąpił gościnnie w parodii reality show MTV Warren the Ape (2010), filmie niezależnym Gwiazdeczka (Starlet, 2012) u boku Josha Sussmana i Asy Akiry oraz komediodramacie Don Jon (2013) z udziałem Josepha Gordona-Levitta, Scarlett Johansson, Julianne Moore, Anne Hathaway i Channinga Tatuma.
11 sierpnia 2016 dołączył do Twitch.tv, gdzie prowadził i przeprowadzał wywiady z aktorami i aktorkami z branży rozrywkowej dla dorosłych. W 2017 jego zdjęcie pojawiło się na łamach magazynu „FourTwoNine”.

## Życie prywatne
24 stycznia 2005 ożenił się z Daną Vespoli, aktorką filmów pornograficznych. Byli małżeństwem przez siedem lat do roku 2012. Mają trzech synów. W 2011 spotykał się z Katsuni.
Pod koniec 2006 na planie pierwszej sesji porno poznał Kayden Kross, z którą się związał w 2012. Mają córkę (ur. 23 stycznia 2014).
Zamieszkał w Los Angeles. W wolnym czasie gra w koszykówkę.
W listopadzie 2017 napisał na Twitterze, że nie zgadza się ze słowami prezydenta Francji Emmanuela Macrona określającym kobiety grające w filmach porno mianem „obiektu upokorzeń, gdy przy milczącej akceptacji pokazywane są niegodne zachowania”. Napisał: Jestem zaangażowany w branżę, którą demonizuje Macron podobnymi uwagami. Jestem gotów usiąść z tobą i porozmawiać na temat, na który ewidentnie nie masz najmniejszego pojęcia.
Jego matka zmarła w marcu 2021 z powodu COVID-19.

## Nagrody
| Rok  | Nagroda                              | Kategoria                                                       | Film                                           | Inni wykonawcy |
| ---- | ------------------------------------ | --------------------------------------------------------------- | ---------------------------------------------- | --- |
| 2003 | XRCO Award                           | Najlepszy nowy ogier                                            | —                                              | — |
| 2004 | AVN Award                            | Najlepsza scena seksu grupowego – wideo                         | Back 2 Evil (2004)                             | Julie Night, Ashley Long i Nacho Vidal |
| 2004 | AVN Award                            | Wykonawca roku                                                  | —                                              | — |
| 2004 | XRCO Award                           | Najlepsza scena seksu w parze                                   | Babes in Pornland 14: Bubble Butt Babes (2003) | Jewel De’Nyle |
| 2004 | XRCO Award                           | Najlepszy wykonawca roku                                        | —                                              | — |
| 2004 | XRCO Award                           | Najlepsza scena triolizmu (chłopak/chłopak/dziewczyna)          | Mason’s Dirty TriXXX 2 (2002)                  | Julie Night i Steve Holmes |
| 2004 | Adam Film World Guide Award          | Najlepszy wykonawca roku                                        | —                                              | — |
| 2005 | AVN Award                            | Najlepsza scena seksu                                           | Stuntgirl 1 (2004)                             | Venus |
| 2005 | AVN Award                            | Wykonawca roku                                                  | —                                              | — |
| 2006 | Adam Film World Guide Award          | Najlepszy wykonawca roku                                        | —                                              | — |
| 2006 | AVN Award                            | Najlepsza scena seksu w parze – wideo                           | Cumshitters 1 (2005)                           | Katsuni |
| 2006 | AVN Award                            | Wykonawca roku                                                  | —                                              | — |
| 2006 | RogReviews.com Critic’s Choice Award | Najlepszy wykonawca                                             | —                                              | — |
| 2007 | AVN Award                            | Najlepsza scena seksu w parze – wideo                           | Emperor (2006)                                 | Janine Lindemulder |
| 2007 | AVN Award                            | Najlepsza scena seksu w parze – wideo                           | Slave Dolls 2 (2006)                           | Tiffany Mynx |
| 2007 | AVN Award                            | Najlepszy aktor drugoplanowy – wideo                            | jako Ricci Scarlotti w She Bangs! (2005)       | — |
| 2007 | AVN Award                            | Najlepsza scena seksu triolizmu (dziewczyna/dziewczyna/chłopak) | Fuck Slaves 1 (2006)                           | Sandra Romain i Sasha Grey |
| 2008 | AVN Award                            | Najlepsza scena seksu pary – wideo                              | Anal Evil 2 (2006)                             | Jenna Haze |
| 2008 | AVN Award                            | Najlepsza realizacja POV                                        | Fucked on Sight 2 (2007)                       | — |
| 2008 | AVN Award                            | Najlepsza seria POV                                             | Fucked on Sight                                | — |
| 2009 | AVN Award                            | Najlepsza scena seksu analnego                                  | Big Wet Asses 13 (2008)                        | Sunny Lane |
| 2009 | AVN Award                            | Najlepsza scena triolizmu (dziewczyna/dziewczyna/chłopak)       | The Jenny Hendrix Anal Experience (2007)       | Delilah Strong, Jenny Hendrix i Michael Stefano |
| 2009 | AVN Award                            | Najlepsza seria gonzo                                           | Slutty and Sluttier                            | — |
| 2009 | AVN Award                            | Najlepsza seria tematyki analnej                                | Evil Anal                                      | — |
| 2009 | XBIZ Award                           | Najlepszy wykonawca roku                                        | —                                              | — |
| 2009 | Hot d’Or                             | Najlepszy francuski wykonawca roku                              | —                                              | — |
| 2009 | Hot d’Or                             | Najlepszy amerykański reżyser gonzo                             | Slutty & Sluttier (2009)                       | — |
| 2010 | AVN Award                            | Najlepsza seria tematyki analnej                                | Evil Anal                                      | — |
| 2010 | AVN Award                            | Wykonawca roku                                                  | —                                              | — |
| 2010 | XRCO Award                           | Najlepszy wykonawca roku                                        | —                                              | — |
| 2011 | Virtual Award                        | Gwiazdor porno roku                                             | —                                              | — |
| 2011 | XRCO Award                           | Hall of Fame (Aleja Sław)                                       | —                                              | — |
| 2011 | XRCO Award                           | Wykonawca roku                                                  | —                                              | — |
| 2011 | Galaxy Award                         | Najlepszy wykonawca – Ameryka Północna                          | —                                              | — |
| 2012 | XRCO Award                           | Najlepszy wykonawca roku                                        | —                                              | — |
| 2012 | AVN Award                            | Najlepszy wykonawca roku                                        | —                                              | — |
| 2012 | AVN Award                            | Nagroda fanów: Najgorętsza scena seksu                          | Bombshells 2 (2011)                            | Jesse Jane, Riley Steele, Kayden Kross, BiBi Jones i Stoya |
| 2012 | AVN Award                            | Najlepsza scena chłopak/dziewczyna                              | Bombshells 3 (2011)                            | Lexi Belle |
| 2012 | AVN Award                            | Najlepsza seria analna                                          | Evil Anal (Manuel Ferrera/Evil Angel)          | – |
| 2012 | AVN Award                            | Najlepsza seria gonzo                                           | Raw (Manuel Ferrera/Evil Angel)                | – |
| 2012 | AVN Award                            | Najlepsza seria z dużym tyłkiem                                 | Phat Bottom Girls (Manuel Ferrera/Evil Angel)  | – |
| 2012 | Dorcel Vision Award                  | Najlepszy aktor międzynarodowy                                  | —                                              | — |
| 2012 | RogReviews.com Critic’s Choice Award | Najlepszy wykonawca                                             | —                                              | — |
| 2013 | Galaxy Award                         | Najlepszy wykonawca – Ameryka Północna                          | —                                              | — |
| 2013 | XCritic Editor’s Choice Award        | Najlepszy wykonawca roku                                        | —                                              | — |
| 2013 | AVN Award                            | Hall of Fame (Aleja Sław)                                       | —                                              | — |
| 2013 | AVN Award                            | Najlepsza scena seksu analnego                                  | Oil Overload 7 (2012)                          | Brooklyn Lee |
| 2013 | XRCO Award                           | Najlepszy wykonawca roku                                        | —                                              | — |
| 2013 | Sex Award                            | Najgorętsza scena seksu                                         | Evil Anal 16 (2012)                            | Phoenix Marie i Chanel Preston |
| 2013 | NightMoves Award                     | Najlepszy reżyser – wybór fanów                                 | —                                              | — |
| 2014 | Fannys Award                         | Wykonawca roku                                                  | —                                              | — |
| 2014 | AVN Award                            | Najlepszy wykonawca roku                                        | —                                              | — |
| 2014 | AVN Award                            | Najlepsza scena triolizmu (dziewczyna/dziewczyna/chłopak)       | Remy 2 (2013)                                  | Remy LaCroix i Riley Reid |
| 2014 | XRCO Award                           | Najlepszy wykonawca roku                                        | —                                              | — |
| 2014 | XCritic Award                        | Najlepszy wykonawca roku                                        | —                                              | — |
| 2015 | AVN Award                            | Najlepsza scena seksu analnego                                  | Internal Damnation 8 (2014)                    | Adriana Chechik |
| 2015 | The Fannys                           | Wykonawca roku                                                  | —                                              | — |
| 2016 | XBIZ Award                           | Najlepsza scena w realizacji gonzo                              | Jesse: Alpha Female (2015)                     | Jesse Jane |
| 2017 | AVN Award                            | Najlepsza scena seksu analnego                                  | Angel ‘n Danger (2016)                         | Joanna Angel i Abella Danger |
| 2017 | AVN Award                            | Najlepsza wirtualna rzeczywista scena seksu                     | Anal Models (2016)                             | Megan Rain |
| 2017 | XBIZ Award                           | Najlepsza scena seksu w realizacji gonzo                        | Black Anal Asses (2016)                        | Ana Foxxx |
| 2018 | Pornhub Award                        | Pełny maszt - Wykonawca Top Big Dick                            | —                                              | — |
| 2019 | AVN Award                            | Wykonawca roku                                                  | —                                              | — |
| 2019 | Fleshbot Award                       | Wykonawca roku                                                  | —                                              | — |
| 2020 | XBIZ Award                           | Najlepsza scena seksu w filmie pełnometrażowym                  | Drive (2019)                                   | Ivy Lebelle i Maitland Ward |
| 2020 | AVN Award                            | Najlepsza scena seksu grupowego                                 | Drive (2019)                                   | Angela White, Autumn Falls, Alina Lopez i Lena Paul |
| 2020 | AVN Award                            | Najlepsza scena seksu POV                                       | Manuel’s Fucking POV 12 (2019)                 | Karma Rx |
| 2020 | AVN Award                            | Najlepsza seria gonzo lub kanał                                 | Raw (Manuel Ferrara/Jules Jordan)              | — |
| 2020 | NightMoves Award                     | Najlepszy wykonawca                                             | —                                              | — |
| 2020 | Fleshbot Award                       | Wykonawca roku                                                  | —                                              | — |
| 2021 | AVN Award                            | Najlepsza zagraniczna scena seksu chłopak / dziewczyna          | Manuel’s Euro Tour: Paris (2020)               | Liya Silver |
| 2021 | AVN Award                            | Najlepsza seria lub witryna dla MILF / kobiet w różnym wieku    | Manuel Is a MILF-o-Maniac (Jules Jordan Video) | — |
| 2021 | NightMoves Award                     | Nagroda fanów: Najlepszy wykonawca                              | —                                              | — |
| 2022 | AVN Award                            | Najlepsza seria lub kanał o MILF/mieszanych wiekach fantasy     | Manuel Is a MILF-o-Maniac                      | — |
| 2022 | XBIZ Europa Award                    | Najlepsza scena seksu w filmie fabularnym                       | Jia (2021)                                     | Sonya Blaze i Jia Lissa |
| 2022 | NightMoves Award                     | Najlepszy wykonawca                                             | —                                              | — |
| 2023 | AVN Award                            | Najlepsza scena seksu analnego                                  | Florentine Part 1: If It Feels Good 3 (2022)   | Angela White |
| 2023 | AVN Award                            | Najlepsza scena seksu POV                                       | Manuel’s Fucking POV 14 – Scene 3 (2022)       | Anna Claire Clouds |
| 2023 | Urban X Award                        | Sala sławy Urban X Hall of Fame                                 | –                                              | – |
| 2024 | XBIZ Award                           | Najlepsza scena seksu – gonzo                                   | Take Me to Your Breeder (2023)                 | Blake Blossom, Kendra Sunderland, Angela White i Angel Youngs |
| 2025 | XMA Award                            | Najlepsza scena seksu – orgia/grupa                             | Brazzers Presents: 20 for 20 (2024)            | Monique Alexander, Cherie Deville, Alexis Fawx, Kayley Gunner, Lily Lou, Abigaiil Morris, Kira Noir, Ryan Reid, Gal Ritchie, Queenie Sateen, Luna Star, Angela White, Hollywood Cash, Scott Nails, Ricky Johnson, JMac, Mick Blue, Keiran Lee, Isiah Maxwell, Alex Jones i Van Wylde |
| 2025 | AVN Award                            | Najlepsza scena czwórki/orgii                                   | Brazzers Presents: 20 for 20 (2024)            | Monique Alexander, Cherie Deville, Alexis Fawx, Kayley Gunner, Lily Lou, Abigaiil Morris, Kira Noir, Ryan Reid, Gal Ritchie, Queenie Sateen, Luna Star, Angela White, Hollywood Cash, Scott Nails, Ricky Johnson, JMac, Mick Blue, Keiran Lee, Isiah Maxwell, Alex Jones i Van Wylde |